# Hakkulobod
Hakkulobod es una localidad de Uzbekistán, en la provincia de Andillán.
Se encuentra a una altitud de 438 m sobre el nivel del mar. 

## Demografía
Según estimación 2010 contaba con una población de 28344 habitantes.